# 9539 Prishvin
9539 Prishvin è un asteroide della fascia principale. Scoperto nel 1982, presenta un'orbita caratterizzata da un semiasse maggiore pari a 3,0953219 UA e da un'eccentricità di 0,1808817, inclinata di 1,32240° rispetto all'eclittica.